# Hong Kong ai Giochi della XXVII Olimpiade
Hong Kong partecipò ai Giochi della XXVII Olimpiade, svoltisi a Sydney, Australia, dal 15 settembre al 1º ottobre 2000, con una delegazione di 31 atleti impegnati in nove discipline.